# Güevéjar
Güevéjar település Spanyolországban, Granada tartományban. Güevéjar Alfacar, Pulianas, Peligros, Calicasas, Cogollos Vega és Nívar községekkel határos. Lakosainak száma 2660 fő (2024).

## Népesség
A település népessége az elmúlt években az alábbi módon változott:
| Lakosok száma | 1582 | 1859 | 2154 | 2400 | 2501 | 2558 | 2540 | 2595 | 2658 | 2660 |
|               | 2001 | 2004 | 2006 | 2009 | 2011 | 2014 | 2016 | 2019 | 2021 | 2024 |